# Mario di Costanzo
Mario Alberto di Constanzo Armenta (Ciudad de México, 14 de marzo de 1962) es un político y economista mexicano. Fue presidente de la Comisión Nacional para la Protección y Defensa de los Usuarios de Servicios Financieros.
Es licenciado en Economía por el Instituto Tecnológico Autónomo de México (ITAM) (1986). Entre 1984 y 1996 trabajó en la Secretarías de Hacienda y Crédito Público, Relaciones Exteriores, Turismo y en la Lotería Nacional, dependencias en donde desempeñó diversos cargos relacionados con temas económicos, financieros y de finanzas públicas.
En 1998 participa como asesor del grupo parlamentario del Partido de la Revolución Democrática (PRD) en la Cámara de Diputados de México. En marzo del 2000, se integra a la Comisión Legislativa creada para Investigar el Rescate Bancario en México.
En 2001 se incorpora como asesor en la Comisión de Hacienda y Crédito Público y posteriormente formó parte del equipo de asesores de la Comisión de Vigilancia de la Auditoría Superior de la Federación.
En 2003 se integró al grupo de asesores de la Unidad de Evaluación y Control de la misma Cámara de Diputados.
Durante su paso como asesor en la Cámara de Diputados, participó en el análisis y elaboración de múltiples iniciativas en materia económica, financiera, presupuestaria y de transparencia y rendición de cuentas.
De 2009 a 2012 se convirtió en diputado federal por el Partido del Trabajo (PT) al ganar la elección por el distrito 20 en Iztapalapa.
Como diputado federal fue integrante de las Comisiones de Hacienda y Crédito Público, Gastos Fiscales, Competitividad y Secretario de la Comisión de Vigilancia de la Auditoría Superior de la Federación, presentó 23 iniciativas entre las que destacan las propuestas de reforma a la Ley del Impuesto Sobre la Renta, al Código Fiscal de la Federación, a la Ley de Instituciones de Crédito, a la Ley Federal de Presupuesto y Responsabilidad Hacendaria, a la Ley para la Transparencia y Ordenamiento de los Servicios Financieros y a la Ley de Fiscalización y Rendición de Cuentas de la Federación.
Ha sido coautor de 6 libros: dos sobre el Rescate Bancario, uno sobre el Lavado de Dinero, dos sobre la Reforma Fiscal y uno sobre el Presupuesto de Egresos de la Federación.
Desde su incorporación como asesor legislativo, se ha vinculado a la defensa de los usuarios de los servicios financieros.
Es el presidente (2016) de la Comisión Nacional para la Protección y Defensa de los Usuarios de Servicios Financieros CONDUSEF organismo del gobierno federal mexicano bajo el gobierno de Enrique Peña Nieto.